# Paro (Distrikt)
Paro (སྤ་རོ་རྫོང་ཁག་) ist einer der 20 Distrikte (dzongkhag) von Bhutan. In diesem Distrikt leben etwa 46.316 Menschen (Stand: 2017). Das Gebiet Paro umfasst 1693 km². Die Hauptstadt des Distrikts ist Paro – sie verfügt über den einzigen internationalen Flugplatz in Bhutan.
Der Distrikt Paro ist wiederum eingeteilt in 10 Gewogs:
- Dogar Gewog
- Dopshari Gewog
- Doteng Gewog
- Hungrel Gewog
- Lamgong Gewog
- Lungnyi Gewog
- Naja Gewog
- Sharpa Gewog
- Tsento Gewog
- Wangchang Gewog